# Kúðafljót
El Kúðafljót es un río de Islandia situado en el condado histórico de Vestur-Skaftafellssýsla, hoy en la región de Suðurland. Es uno de los mayores de la isla. 

## Recorrido
El Kúðafljót nace en la zona este del glaciar Mýrdalsjökull, aunque su cauce lo componen en realidad varios ríos. en promedio, su caudal es de 230 metros cúbicos por segundo, aunque ha llegado a los 2.000 metros cúbicos por segundo. Durante muchos siglos su paso planteó dificultades, pues es muy ancho y sus arenas son inestables. Hoy existe un puente en su zona más estrecha.

## Nombre
Según el Landnámabók, el colono irlandés Vilbaldi llegó con su barco en esta área. La nave se llamaba Kudi, y de ahí viene el nombre del río.

## Biografía
- www.nat.is Kúðafljót Archivado el 31 de enero de 2015 en Wayback Machine.. Consultado en enero de 2015.

- Datos: Q1572041
- Multimedia: Kúðafljót / Q1572041